# Convertire religioasă

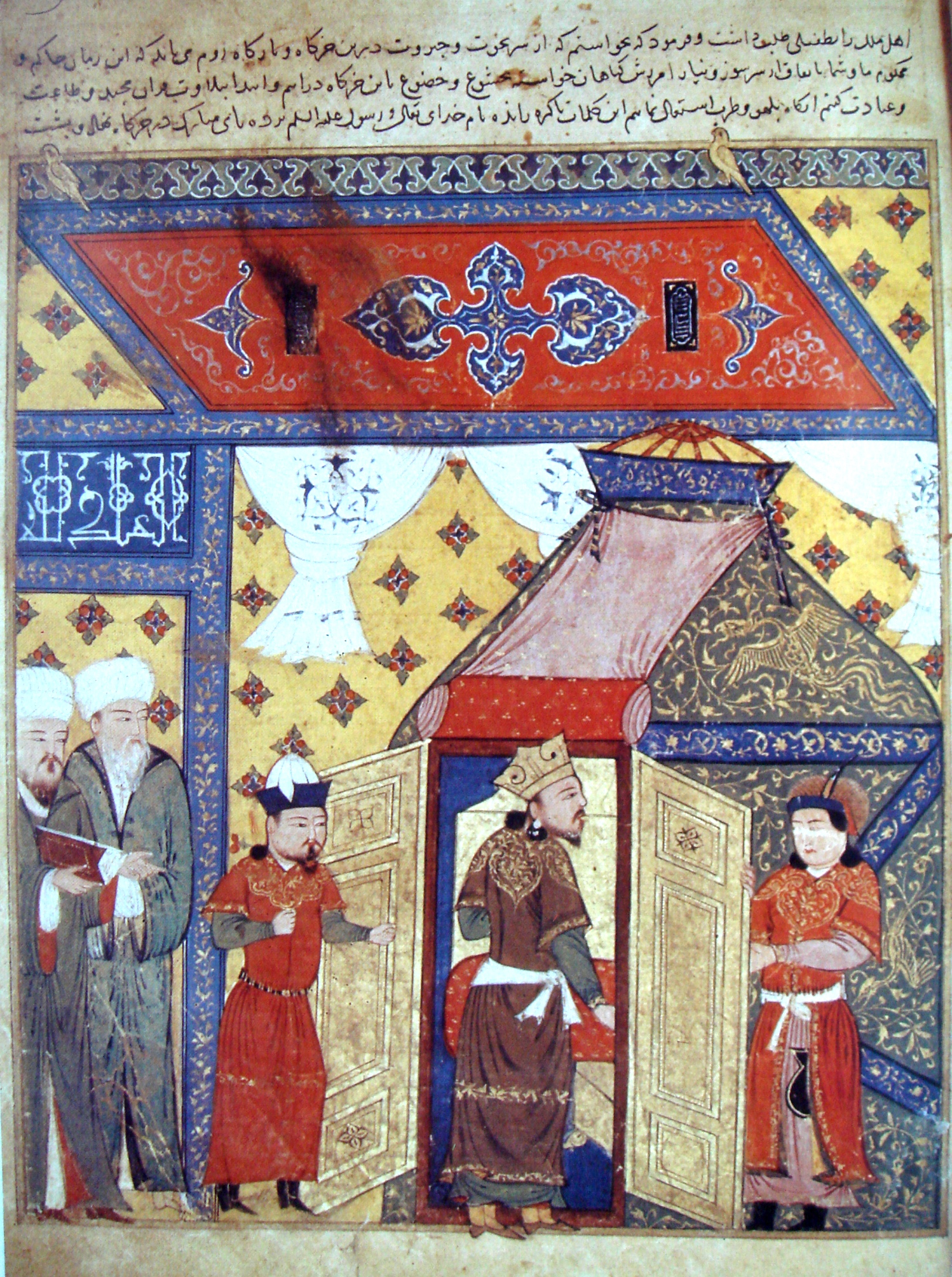
Convertirea lui Ghazan. Ghazan s-a născut și a crescut în religia creștină, a studiat budismul și s-a convertit la islam când a urcat pe tron. Ilustrație din: „World History”, Rachid Ad-Din, sec. al XIV-lea.

Convertirea religioasă reprezintă adoptarea unui set particular de convingeri ale unei anumite denominațiuni religioase sau religii și presupune renunțarea la o anumită denominațiune religioasă și afilierea la o alta. Convertirea poate avea loc atât de la o religie la alta, cât și de la o denominațiune la alta în cadrul aceleiași religii, de exemplu, de la creștinismul practicat de baptiști la creștinismul practicat de catolici sau de la islamismul șiit la islamismul sunit. În unele cazuri, convertirea religioasă „marchează o transformare a identității religioase și este simbolizată prin ritualuri speciale”.
Oamenii se convertesc la o altă religie din diferite motive, printre care convertirea activă prin propria voință ca urmare a schimbării convingerilor religioase, convertirea ca urmare a relației cu adeptul unei alte religii, convertirea pe patul de moarte, convertirea de conveniență, convertirea din motive maritale și convertirea forțată.
Convertirea sau afilierea religioasă de conveniență este un act nesincer efectuat uneori din motive practice, cum ar fi acceptarea unui copil la o instituție școlară mai bună, care este asociată unei anumite religii, sau ascensiunea într-o clasă socială superioară, unde-și dorește să ajungă persoana convertită. În cazul căsătoriei între persoane de religii diferite, unul dintre soți se poate converti la religia celuilalt.
Convertirea forțată reprezintă adoptarea unei alte religii în urma unei presiuni. Convertiții pot să-și păstreze în secret credințele anterioare și să continue, pe ascuns, practicile vechii lor religii, menținând formal în exterior apartenența la noua religie. De-a lungul generațiilor, o familie forțată să se convertească împotriva voinței membrilor ei poate adopta cu convingere noua religie.
Prozelitismul este acțiunea de propagandă a convingerilor religioase realizată de membrii unui cult pentru a converti un individ sau mai mulți indivizi ce aparțin unei alte religii sau sistem de convingeri religioase. (Vezi prozelit).
Apostazia este un termen folosit de membrii unei religii sau denominațiuni religioase pentru a desemna renunțarea unei persoane la o acea religie sau denominațiune religioasă.

## Religii abrahamice

### Creștinism

Convertirea Sfântului Paul, o pictură realizată în 1600 de artistul italian Caravaggio (1571-1610)

În cadrul creștinismului conversia se referă în mod diferit la trei fenomene diferite: o persoană devine creștină fără a fi fost anterior creștină; un creștin trece de la o denominațiune creștină la alta; o dezvoltare spirituală specială, numită uneori „a doua convertire” sau „convertirea celui botezat”.
Convertirea la creștinism este convertirea religioasă a unei persoane anterior necreștine la o anumită formă de creștinism. Unele denominațiuni creștine cer o convertire completă a noilor adepți, indiferent dacă sunt deja creștini sau dacă provin din alte religii. Cerințele exacte variază între diferite biserici și denominațiuni creștine. Botezul este văzut în mod tradițional ca sacramentul de admitere la creștinism. Botezul creștin are unele asemănări cu imersiunea evreiască prin mikvah.
În Noul Testament Isus le-a dat ucenicilor săi misiunea să meargă prin toată lumea pentru a răspândi învățăturile Evangheliei și să convertească toate neamurile (Matei 28:19, Marcu 16:15). Convertirea la creștinism trebuia să se facă prin evanghelizare, adică prin propovăduirea prin vorbe și fapte a mesajului Evangheliei sau a „veștii bune”.

### Islam
Există cinci stâlpi, sau fundații, ale Islamului, dar principalul și cel mai important este să crezi că există un singur creator și Dumnezeu numit Allah (cuvântul care-l desemnează pe Dumnezeu în limba arabă) și că profetul islamic, Mahomed, este ultimul mesager al lui Dumnezeu. Momentul convertirii unei persoane este considerat momentul în care acea persoană face în mod sincer o declarație de credință numită șahada în fața martorilor.
Religia islamică învață că toți oamenii sunt musulmani la naștere, dar părinții sau societatea îi pot face să se abată de la calea cea dreaptă. Când cineva acceptă islamul, se consideră că el revine la starea inițială. În Islam, circumcizia este un obicei Sunnah nemenționat în Coran. Circumcizia nu este, potrivit opiniei clericale majoritare, o condiție pentru convertirea la Islam. Școlile Shafi'i și Hanbali o consideră obligatorie, în timp ce școlile Maliki și Hanafi o consideră doar recomandată. Cu toate acestea, circumcizia nu este o condiție prealabilă pentru acceptarea credinței islamice, dar nu este considerată un păcat. Ea nu este unul dintre cei Cinci Stâlpi ai Islamului.

### Iudaism
Convertirea la iudaism este convertirea religioasă a neevreilor pentru a deveni membri ai religiei evreiești și ai comunității etnoreligioase evreiești. Procedura și cerințele convertirii diferă de la un grup evreiesc la altul. O convertire efectuată potrivit regulilor unui grup nu oferă garanția că va fi recunoscută de un alt grup evreiesc. O convertire formală este, de asemenea, realizată uneori de indivizi ale căror origini evreiești sunt puse în discuție, chiar dacă au fost crescuți ca evrei, dar nu pot fi considerați de fapt evrei conform leglor religioase evreiești tradiționale.
În secolul al VI-lea Imperiul Roman de Răsărit și califul Umar ibn Khattab au emis decrete împotriva convertirii la iudaism, ceea ce înseamnă că aceste convertiri încă mai aveau loc.
În unele cazuri, o persoană poate renunța la o convertire formală la iudaism și poate adopta în schimb unele sau toate credințele și practicile iudaismului. Cu toate acestea, fără o convertire formală, majoritatea evreilor observați vor respinge statutul evreiesc al persoanei convertite.

## Drept internațional
Declarația Universală a Drepturilor Omului a Organizației Națiunilor Unite definește convertirea religioasă drept un drept al omului: „Orice om are dreptul la libertatea gândirii, de conștiință și religie; acest drept include libertatea de a-și schimba religia sau convingerea” (articolul 18). În ciuda acestui drept al omului proclamat de ONU, unele grupuri interzic sau restricționează convertirea religioasă.
Pe baza acestei declarații, Comisia Națiunilor Unite pentru Drepturile Omului (UNCHR) a elaborat Pactul internațional privind drepturile civile și politice, un tratat obligatoriu din punct de vedere juridic. El statuează că „orice persoană are dreptul la libertatea gândirii, conștiinței și religiei. Acest drept include libertatea de a avea sau de a adopta o religie sau convingere la alegerea sa” (articolul 18.1). „Nimeni nu va fi supus constrângerii care îi va afecta libertatea de a avea sau de a adopta o religie sau o convingere la alegerea sa” (articolul 18.2).